# David Copperfield (film fra 1911)
 For alternative betydninger, se David Copperfield. (Se også artikler, som begynder med David Copperfield)
David Copperfield er en amerikansk stumfilm fra 1911 af Theodore Marston.

## Medvirkende
- Flora Foster som David Copperfield
- Ed Genung
- Marie Eline
- Florence La Badie
- Mignon Anderson som Dora Spenlow